# Kommissionsinsel
Die sogenannte Kommissionsinsel ist ein Anfang des 20. Jahrhunderts entstandenes Stadtviertel in Kehl am Rhein. Die heute weitgehend denkmalgeschützten Bauten stehen im Schatten der katholischen Nepomukkirche sowie der Villa Schmidt.

## Lage
Die 19 Hektar große Insel liegt auf ehemaligem Schwemmgebiet des Rheins im Stadtzentrum und ist tatsächlich keine Insel mehr. Umgeben wird die Kommissionsinsel auf der Nordseite vom Stadtzentrum, zum Osten und Süden hin – durch einen alten Rheinarm begrenzt – vom Erlenwörth und dem Kommandantenfeld, auf der Westseite grenzt sie an den Rhein.

## Geschichte
Die vom Ingenieur Johann Gottfried Tulla initiierte Rheinbegradigung Mitte des 19. Jahrhunderts hatte zur Folge, dass ehemalige Hochwassergebiete des Rheins trockengelegt wurden. Dies erbrachte für die Stadt Kehl sowie für viele andere Städte neues bebaubares Land. Nachdem ab 1871 ständig Arbeiter aus Straßburg zuzogen und Kehl zu einer reinen Arbeitersiedlung zu werden drohte, bemühte sich die Stadt um ein attraktives Angebot für Neueinwohner aus dem Mittelstand. Für ein dementsprechendes Neubaugebiet in Kehl kam die Kommissionsinsel in Frage, weil sie gegenüber den weiter südlich gelegenen Gebieten die Nähe zum Bahnhof bot, nach Osten und Norden bestanden dagegen keine Bebauungsmöglichkeiten. Da das 19 ha große Gebiet der Insel der Stadt gehörte, konnte für eine angemessene Bauweise gesorgt werden. Durch polizeiliche Vorschriften und teils durch Verträge mit den Bauherren wurde Vorsorge getroffen, dass die Gebäude nur zweistöckig blieben, dass sie eine bestimmte Fassadenausbildung hatten, dass Gartenflächen zwischen den Häusern entstanden und dass sich kein Gewerbe ansiedelte. Hiermit konnte die erwünschte Ruhe bewahrt bleiben. Mit der Erschließung des Gebiets wurde im Winter 1911 begonnen, bis in die 1940er Jahre hinein wurden die Villen von Privatleuten gebaut.
Nachdem im April 1982 die „Insel“ vom Stadtplanungsamt als intaktes hochwertiges Wohngebiet mit einheitlichem Erscheinungsbild bewertet wurde, erstellte man 1987 einen Bebauungsplan, der im Wesentlichen den Erhalt des Gebietscharakters zum Ziel hat.

## Wohnen und Arbeiten
Die „Insel“ ist als eine der teuersten Wohngegenden Kehls ausgezeichnet. Vorwiegend wird sie von Akademikern und dem oberen Mittelstand bewohnt. Wegen der früheren polizeilichen Vorschriften gibt es nach wie vor kein Gewerbe, dafür umso mehr Rechtsanwälte, Steuerberater und Ärzte. Zudem haben sich einige Bundes- und Landesinstitutionen installiert.

## Sehenswürdigkeiten und Institutionen

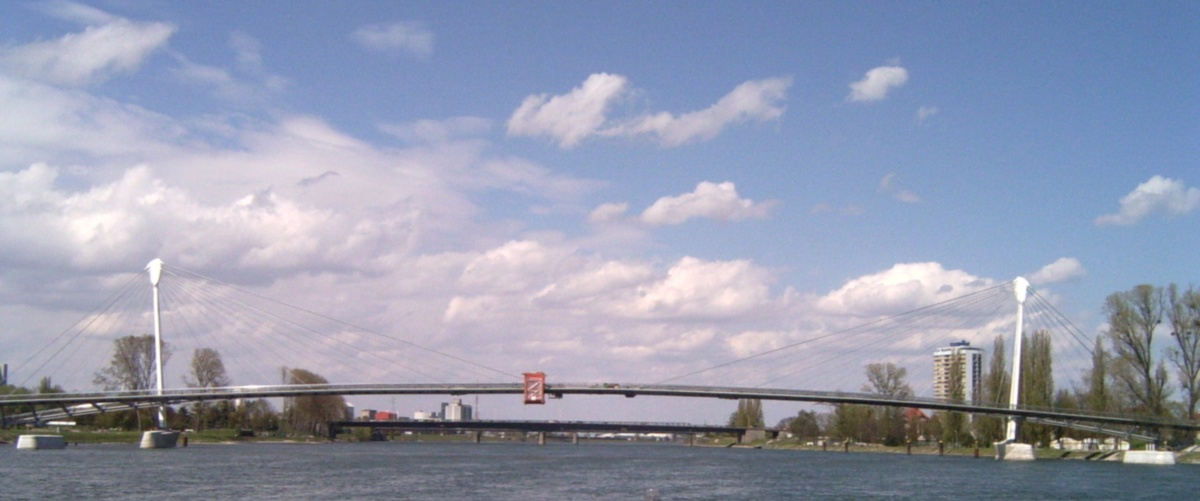
Die Passerelle des deux Rives in Kehl

- Die römisch-katholische St.-Johannes-Nepomuk-Kirche einschließlich Pfarrhaus und Verbindungsbauwerk wurden in den Jahren 1911–1914 errichtet. (Kirche mit Westturm, halbrundem Chorabschluss und dreischiffigem Kirchenraum.)
- Die Villa Schmidt wurde als Auftrag des Schwiegersohns des bedeutenden Kehler Fabrikanten Ludwig Trick (1835–1900) im Jahr 1914 durch die Architekten Mahr und Markwort aus Darmstadt auf Teilen der 1861 errichteten Südbatterie erbaut.
- Die Passerelle des deux Rives wurde im Rahmen der Landesgartenschau Kehl und Straßburg 2004 mit erheblichem Kostenaufwand erstellt. Die zweibahnige Fußgängerbrücke verbindet Frankreich und Deutschland über den Rhein.

Institutionen auf der Insel:
- Finanzamt
- Amtsgericht

## Sonstiges
Die Benennung der Straßen erfolgte weitgehend unter dem Thema „Nibelungensage“. Außer der Gustav-Weis-Straße, der Ludwig-Trick-Straße, der Herrmann-Dietrich-Straße und der Großherzog-Friedrich-Straße fügen sich alle Straßennamen des Viertels diesem Thema.
Bei einem Gang durch das Villengebiet fällt auf, dass die Straßen etwa 3/4 Meter über dem Niveau der Grundstücke liegen. Die Straßen wurden aufgeschüttet.
Den Namen Kommissionsinsel trug sie übrigens, weil die badische Flussfahrt-Kommission, die von 1821 bis 1825 den Fluss bändigte, während der Arbeiten auf vorgelagerten Insel ihren Sitz hatte.